# A Leicester City FC 2016–2017-es szezonja
Ez a szócikk a Leicester City FC 2016–2017-es szezonjáról szól, amely a csapat 112. idénye fennállása óta, és a 49., amit az angol első osztályban kezdhet meg. A szezon 2016. július 1-én kezdődött.
A csapat számára az első tétmérkőzés a Manchester United elleni Community Shield mérkőzés volt a Wembleyben, melyet a manchesteriek nyertek meg 2-1 arányban.
Az FA-kupában 2017 januárjában játszanak majd először.
A Ligakupában a harmadik körben kapcsolódtak be, első ellenfelük a Chelsea volt 2016. szeptember 20-án hazai pályán. A mérkőzést hosszabbítás után 4-2-re a londoni csapat nyerte, így Claudio Ranieri csapata búcsúzott a további küzdelmektől.
A csapat az előző, 2015–16-os szezonban története során először megnyerte a Premier League küzdelmeit, így a Bajnokok Ligája csoportkörében indulhatott.

## Játékosok

### Jelenlegi keret
2016. szeptember 14. szerint
| #  |     | Poszt | Név               |
| -- | --- | ----- | ----------------- |
| 1  | DEN | K     | Kasper Schmeichel |
| 2  | ESP | V     | Luis Hernández    |
| 3  | ENG | V     | Ben Chilwell      |
| 4  | ENG | KP    | Danny Drinkwater  |
| 5  | JAM | V     | Wes Morgan        |
| 6  | GER | V     | Robert Huth       |
| 7  | NGR | CS    | Ahmed Musa        |
| 8  | ENG | KP    | Matty James       |
| 9  | ENG | CS    | Jamie Vardy       |
| 10 | WAL | KP    | Andy King         |
| 11 | ENG | KP    | Marc Albrighton   |
| 12 | ENG | K     | Ben Hamer         |
| 13 | GHA | KP    | Daniel Amartey    |

| #  |     | Poszt | Név               |
| -- | --- | ----- | ----------------- |
| 14 | POL | KP    | Bartosz Kapustka  |
| 15 | GHA | KP    | Jeff Schlupp      |
| 17 | ENG | V     | Danny Simpson     |
| 19 | ALG | CS    | Iszlam Szlimani   |
| 20 | JPN | CS    | Okazaki Sindzsi   |
| 21 | GER | K     | Ron-Robert Zieler |
| 22 | ENG | KP    | Demarai Gray      |
| 23 | ARG | CS    | Leonardo Ulloa    |
| 24 | FRA | KP    | Nampalys Mendy    |
| 26 | ALG | KP    | Rijad Mahrez      |
| 27 | POL | V     | Marcin Wasilewski |
| 28 | AUT | V     | Christian Fuchs   |